# Stylogomphus
Genre
Stylogomphus  est un genre  dans la famille des Gomphidae appartenant au sous-ordre des Anisoptères dans l'ordre des Odonates.

## Liste des espèces
Ce genre comprend 11 espèces:
- Stylogomphus albistylus (Hagen in Selys, 1878)
- Stylogomphus changi Asahina, 1968
- Stylogomphus chunliuae Chao, 1954
- Stylogomphus inglisi Fraser, 1922
- Stylogomphus lawrenceae Yang & Davies, 1996
- Stylogomphus lutantus Chao, 1983
- Stylogomphus ryukyuanus Asahina, 1951
- Stylogomphus shirozui Asahina, 1966
- Stylogomphus sigmastylus Cook & Laudermilk, 2004
- Stylogomphus suzukii (Oguma, 1926)
- Stylogomphus tantulus Chao, 1954